# Karpatos (gmina)
Karpatos (gr. Δήμος Καρπάθου, Dimos Karpatu) – gmina w Grecji, w administracji zdecentralizowanej Wyspy Egejskie, w regionie Wyspy Egejskie Południowe, w jednostce regionalnej Karpatos. W jej skład wchodzi między innymi wyspa Karpatos. Siedzibą gminy jest Karpatos, a historyczną siedzibą jest Olimbos. W 2011 roku liczyła 6226 mieszkańców. Powstała 1 stycznia 2011 roku w wyniku połączenia dotychczasowej gminy Karpatos i wspólnoty Olimbos.